# Alexandria (Nebraska)
Alexandria est un village du comté de Thayer, dans l'État du Nebraska, aux États-Unis. En 2020, il comptait une population de 146 habitants.